# Cartel da Costa
O Cartel da Costa ou Cartel da Costa Norte (em castelhano:  Cartel de la Costa ou Cartel de la Costa Atlántica) foi um cartel de drogas que operou no norte da Colômbia entre em 1980 e 2010, controlando principalmente o fluxo ilegal do tráfico de drogas na área da Costa do Caribe Colombiano, outras regiões da Colômbia e países vizinhos e a produção local. Seu centro de operações era a cidade de Barranquilla. 